# Benediktinski ženski samostan Nonnberg
Samostan Nonnberg, tudi samostan Erin po prvi opatici Erentrudis Salzburški, je benediktinski ženski samostan v Salzburgu. Je najstarejši krščanski samostan na svetu z neprekinjeno tradicijo.
Celoten kompleks samostana Nonnberg z obzidjem in arheološkimi najdbami je na seznamu stavb zgodovinskega središča Salzburga na Unescovem seznamu svetovne dediščine. 

## Zgodovina
Samostan je ustanovil okrog leta 711/712 sveti Rupert Salzburški na terasi salzburškega griča Festungsberges. Ženski samostan je zasedel posebno zaščiteno mesto v mestu Salzburg v delno ohranjenem sistemu rimske utrdbe castrum superior Iuvavuma. Rupertova nečakinja (v Breves Notitiae jo omenjajo kot neptis) ali vsaj sorodnica Erentrudis je postala prva opatinja . Temelj samostana je postavil bavarski vojvoda Theotbert; tudi Erentrudis je bila imenovana kot Arintrud abbatissa z vojvodovim soglasjem. Sedem od dvanajstih opatinj, ki so umrle pred letom 784, je imelo imena, ki kažejo na odnos z Agilolfingi.
Samostan je bil nekoč bogat. V zgodnjem srednjem veku je posest vključevala tudi Nonntal, okrožje južno od starega mestnega jedra, katerega cerkev je bila prej podružnična cerkev samostana in celotno območje med reko Salzach in Leopoldskroner Moos na jugu mesta, vključno z vasjo Morzg in hišami Kleingmain in Gneis. Šele v 15. stoletju so se tam naselile kmečke družine, ki niso več delale v imenu samostana. Do leta 1451 je bil samostan rezerviran za plemiške ženske, s koncem fevdalnega srednjega veka pa so bile sprejete tudi ženske srednjega razreda, vendar do 19. stoletja le kot sestre, ki služkinje.
20. julija 2017 je samostanski konvent, ki mu je predsedoval nadškof Franz Lackner, za novo opatico samostana Nonnberg in 93. naslednico svete Erentrudise, izbral priorko Veroniko Kronlachner.  Nadškof jo je umestil kot opatinjo 13. avgusta 2017 v opatiji Nonnberg.

## Samostanska cerkev
Prva samostanska cerkev je zgorela okoli leta 1006. Leta 1009 je bila s pomembno pomočjo Henrika II. dokončana nova samostanska cerkev Marijinega vnebovzetja. Nova kripta je bila posvečena leta 1043 (romanska zgradba). Iz tega obdobja so se ohranili mogočni cerkveni stolp, portalni deli in narteks ("Raj") s freskami. Te freske so postavljene v dvanajstih nišah, nastale so okoli leta 1140 in predstavljajo portrete papežev, škofov in svetnikov. Nadškof Konrad (1107-1143), pomembni reorganizator in inovator nadškofije, je za samostan uveljavil benediktinsko pravilo. Večinoma uničena v požaru leta 1423, je bila samostanska cerkev v letih 1464 do 1509 obnovljena na podlagi starih stavbnih pravic (poznogotska stavba). Leta 1624 so cerkev razširili za tri stranske kapele. Leta 1711 je romanski stolp samostanske cerkve ustrezno povečal in dobil to, kar je danes čebulni stolp.
Osrednje gotsko stekleno okno za oltarjem (1480) je daroval takratni župan Augustin Clanner, poznogotski oltar (z neogotskimi dodatki) prihaja iz podružnične cerkve v Scheffau am Tennengebirge

## Gotska Johanneskapelle
Johanneskapelle je dostopna samo z dovoljenjem samostana. Je ob ali nad notranjimi vrati Nonnberger Tor. Kapela je bila zgrajena z rebrastim obokom med letoma 1448–1451. Vitraje je oblikoval Ludwine Wildner-Eltz leta 1957. Kapela je bila v letih pred letom 1500 nekoliko spremenjena. Johannessschüssel iz sredine 16. stoletja, ki stoji na konzoli, je izjemen.
Tamkajšnji oltar ni datiran. Verjetno je bil ustvarjen leta 1498 za kapelo v salzburški stolnici. Z rušenjem romanske stolnice pred letom 1600 je morda oltar prešel v zasebne roke in veliko kasneje v samostan Nonnberg. V Johanneskapelle stoji od leta 1885. Danes ga pripisujejo Veitu Stoßu ali enemu od njegovih spremljevalcev.

## Pomen samostana danes
V samostanu je pomembna zbirka srednjeveških rokopisov, gotskih figur in slik (zlasti poznogotskih oltarjev). Posebej velja omeniti Faldistorium, zložljiv stol za opatinjo, ki je bil narejen po letu 1100 s figuralnimi reliefi in figurami iz mroževe kosti in slonovine, krivo palico opatinje iz leta 1242.
Maria Augusta Kutschera, pozneje Maria Augusta von Trapp, ki se je po prvi svetovni vojni izobraževala v samostanski šoli in katere življenje je bilo vzor za muzikal Moje pesmi, moje sanje, je samostan naredil še bolj poznan.
Samostan je bil izbran za glavni motiv spominskega kovanca, ki je bil kovan 5. aprila 2006. To je bil prvi kovanec iz serije Velike opatije Avstrije. Prikazuje benediktinski ženski samostan Nonnberg. Na vrhu hriba v ozadju se vidi trdnjava Hohensalzburg in cerkev Kajetaner. Samostan in trdnjavo povezuje Reisszug, ena najstarejših obstoječih železnic na svetu.

## Dejavnosti
Poleg dejavnosti v samostanu, kot so gospodinjstvo, knjižnica in arhiv, nune v Erentrudishofu vodijo keramičarsko delavnico, gostišče in ekološko kmetovanje.